# Metopograpsus
Metopograpsus is een geslacht van krabben uit de familie van de Grapsidae.

## Soorten
- Metopograpsus frontalis Miers, 1880
- Metopograpsus latifrons (White, 1847)
- Metopograpsus messor (Forskål, 1775)
- Metopograpsus oceanicus (Hombron & Jacquinot, 1846)
- Metopograpsus quadridentatus Stimpson, 1858
- Metopograpsus thukuhar (Owen, 1839)